# Museología didáctica
La Museología didáctica es una actividad didáctico-educativa enfocada a todo tipo de público, aunque inicialmente fue concebida para aplicarse como un programa educativo dirigido a las escuelas públicas en Norteamérica en los años 1930. Con el paso del tiempo fue tenida muy en cuenta la idea de una interactividad entre el museo y el usuario para realizar una mejor cadena de aprendizaje.